# Better Things
Better Things, ou Les Meilleures Choses au Québec, est une série télévisée américaine en 52 épisodes d'environ 22 minutes créée par Pamela Adlon et Louis C.K. et diffusée entre le 8 septembre 2016 et le 25 avril 2022 sur la chaîne FX et en simultané sur FX Canada.
En France, elle est diffusée depuis le 11 avril 2018 sur Canal+ Séries, et au Québec dès janvier 2019 sur Max. Elle reste inédite dans les autres pays francophones.

## Synopsis
Sam Fox, actrice divorcée, élève seule ses trois filles.

## Distribution

### Acteurs principaux
- Pamela Adlon (VF : Delphine Braillon) : Sam Fox
- Mikey Madison (VF : Jennifer Fauveau) : Max Fox
- Hannah Alligood (en) (VF : Maryne Bertieaux) : Frankie Fox
- Olivia Edward (en) (VF : Clara Quilichini) : Duke Fox
- Celia Imrie (VF : Blanche Ravalec) : Phyllis, la mère de Sam

### Acteurs récurrents
- Greg Cromer (en) (VF : Arnaud Arbessier) : Jeff
- Diedrich Bader (VF : Constantin Pappas) : Rich
- Lucy Davis (VF : Laura Blanc) : Macy
- Alysia Reiner (VF : Armelle Gallaud) : Sunny
- Rebecca Metz (en) (VF : Julia Boutteville) : Tressa
- Sofia Milla Press (VF : Alice Orsat) : Paisley
- Adam Kulbersh (VF : Sam Salhi) : Murray Fox
- Jeremy K. Williams (VF : Géraldine Kannamma puis Arnaud Laurent) : Jason
- Matthew Glave (VF : Mathieu Buscatto) : Xander Hall
- Emma Shannon (VF : Karl-Line Heller) : Pepper
- Kevin Pollak (VF : Patrice Dozier) : Marion
- Cree Summer (VF : Géraldine Kannamma) : Lenny
- Lenny Kravitz (VF : Raphaël Cohen) : Mel Trueblood
- Mather Zickel (en) : l'ex de Sam
- Patricia Scanlon : Joy

 Source et légende : version française (VF) sur RS Doublage

## Production

### Développement
Le 10 novembre 2017, FX se dissocie du créateur Louis CK à la suite d'allégations, laissant la co-créatrice Pamela Adlon gérer seule la production de la troisième saison. En octobre 2018, il est annoncé que Matthew Broderick sera récurrent lors de cette saison.

## Épisodes

### Première saison (2016)
1. Pas mariée, trois enfants (Sam/Pilot)
2. Les Règles (Period)
3. Marron (Brown)
4. La femme est le nègre de ce monde (Woman Is the Something of the Something)
5. Crise existentielle (Future Fever)
6. MILF (Alarms)
7. La Chorale de Duke (Duke's Chorus)
8. Fais moi peur ! (Scary Fun)
9. Soigner le mal par le mal (Hair of the Dog)
10. Seule la femme saigne (Only Women Bleed)

### Deuxième saison (2017)
Le 20 septembre 2016, la série est renouvelée pour une deuxième saison diffusée à partir du 14 septembre 2017.
1. Septembre (September)
2. Envies (Rising)
3. Robin (Robin)
4. Malade (Sick)
5. Phil (Phil)
6. Éloge funèbre (Eulogy)
7. Black-out (Blackout)
8. Arnold Hall (Arnold Hall)
9. White Rock (White Rock)
10. La Lauréate (Graduation)

### Troisième saison (2019)
Le 19 octobre 2017, la série est renouvelée pour une troisième saison de douze épisodes, diffusée depuis le 28 février 2019.
1. Chicago (Chicago)
2. Du sang froid (Holding)
3. Nesting
4. Monstres au clair de lune (Monsters in the Moonlight)
5. Sans limites (No Limit)
6. Qu'est-ce que Jeopardy ? (What Is Jeopardy?)
7. Les toilettes (Toilet)
8. Pâques (Easter)
9. L'inconnu (The Unknown)
10. Je veux voir de la magie (Show Me the Magic)
11. Slam (Get Lit)
12. Libère-toi (Shake the Cocktail)

### Quatrième saison (2020)
Le 26 mars 2019, la série est renouvelée pour une quatrième saison, diffusée depuis le 5 mars 2020 sur FX.
1. Steady Rain
2. She's Fifty
3. Escape Drill
4. DNA
5. Carbonara
6. New Orleans
7. High man. Bye man.
8. Father's Day
9. Batceañera
10. Listen to the Roosters

### Cinquième saison (2022)
Le 26 mai 2020, la série est renouvelée pour une cinquième saison, qui sera la dernière. Elle est diffusée à partir du 28 février 2022.
1. F*ck Anatoly's Mom
2. Rip Taylor's Cell Phone
3. Oh, I'm Not Gonna Tell Her
4. Ephemera
5. World is Mean Right Now
6. San Francisco
7. Family Meeting
8. Jesus Saves
9. England
10. We Are Not Alone

## Réception critique
| Saison | Saison | Critique               | Critique          |
| Saison | Saison | Rotten Tomatoes        | Metacritic        |
| ------ | ------ | ---------------------- | ----------------- |
|        | 1      | 8,08/10 (55 critiques) | 80 (31 critiques) |
|        | 2      | 9,2/10 (23 critiques)  | 96 (13 critiques) |
|        | 3      |                        |                   |
|        | 4      |                        |                   |

## Nominations et récompenses
| Année | Récompense                            | Catégorie                                                      | Nommé                                                   | Résultat   |
| ----- | ------------------------------------- | -------------------------------------------------------------- | ------------------------------------------------------- | ---------- |
| 2016  | Critics' Choice Television Awards     | Nouvelle série la plus attendue                                | Better Things                                           | Lauréat    |
| 2016  | Satellite Awards                      | Meilleure actrice dans une série télévisée musicale ou comique | Pamela Adlon                                            | Nomination |
| 2017  | Primetime Emmy Awards                 | Meilleure actrice dans une série télévisée comique             | Pamela Adlon                                            | Nomination |
| 2017  | Television Critics Association Awards | Meilleure interprétation dans une série comique                | Pamela Adlon                                            | Nomination |
| 2017  | Writers Guild of America Awards       | Nouvelle série                                                 | Pamela Adlon, Louis C.K., Cindy Chupack et Gina Fattore | Nomination |
| 2017  | Gotham Awards                         | Révélation série - long format                                 | Better Things                                           | Nomination |
| 2017  | Satellite Awards                      | Meilleure actrice dans une série télévisée musicale ou comique | Pamela Adlon                                            | Nomination |
| 2018  | Golden Globes                         | Meilleure actrice dans une série musicale ou comique           | Pamela Adlon                                            | Nomination |